# Clinodiplosis phlox
Clinodiplosis phlox är en tvåvingeart som först beskrevs av Greene 1941.  Clinodiplosis phlox ingår i släktet Clinodiplosis och familjen gallmyggor.
Artens utbredningsområde är Ohio. Inga underarter finns listade i Catalogue of Life.